# Iomega
Iomega è stata un produttore di supporti magnetici, lettori e dischi rigidi. L'impresa è nata nel 1980 a Roy, Utah, Stati Uniti d'america.
Iomega ha venduto oltre 410 milioni di unità e dischi di archiviazione digitale, incluso il sistema di floppy disk di unità Zip. I prodotti più conosciuti sono i lettori Zip e Jaz. Precedentemente quotata in borsa, nel giugno 2008 la società è stata acquisita da EMC Corporation per 213 milioni di dollari successivamente è stata acquisita da Lenovo, venendo rinominata in LenovoEMC, fino all'interruzione delle attività nel 2018.

## Prodotti
- Lettore Bernoulli
- Lettore Ditto
- Lettore Zip  (25MB (mai messo in commercio), 100MB, 250MB, e 750MB)
- Lettore Jaz (1GB e 2GB)
- Lettore Pocket Zip (conosciuto anche come "Clik!") (40MB)
- Zip CD
- Lettori Iomega REV